# Кастель, Мари-Пьер
Мари-Пьер Кастель (фр. Marie-Pierre Castel; 5 февраля 1950, Вильжюиф, Франция) — французская актриса кино.

## Биография
Она известна прежде всего благодаря ролям в фильмах режиссёра Жана Роллена, чаще всего играя роли вампиров или их жертв. Наиболее известна её работа в эротическом хорроре «Реквием по вампиру». Она появилась в нескольких фильмах Роллена вместе с сестрой Катрин.
Также Кастель снималась и у других французских режиссёров, работавших в схожих жанрах — Жан-Мари Палларди, Бернар Лануа, Жан Действилль и Франсис Жиро. В титрах выступала под именами Пони Трико, Пони Кастель, Мари-Пьер Трико.
Мари-Пьер Кастель ушла из кино в 1977 году.

## Фильмография
- Обнажённый вампир (1970)
- Дрожь вампиров (1971)
- Реквием по вампиру (1971)
- Интимный дневник дровосека (1974)
- Весь мир только для двоих (1974)
- Окровавленные губы (1975)
- Развратники удовольствия (1975)
- Фантазии (1975)
- Приятное проникновение (1976)
- Отсоси у меня, вампир (1976)
- Рене-тросточка (1977)